# 東五反田
東五反田（日语：／ Higashi-gotanda */?）是東京都品川區的地名，設一丁目至五丁目。2013年（平成25年）8月1日為止的人口有13,939人。郵遞區號141-0022。

## 地理
位於品川區北部。北鄰品川區上大崎、港區白金台，東接港區高輪，東南通品川區北品川，南與品川區大崎之間以目黑川為界，西與品川區西五反田之間以山手線路廊為界。
町域西部有首都高速2號目黑線通過。櫻田通貫穿町內。西邊有山手線、都營淺草線、東急池上線五反田站。
五反田站周邊為商業區，其他地區辦公大樓、公寓、低層住宅混雜。東五反田三丁目附近俗稱「島津山」，東五反田五丁目附近俗稱「池田山」，兩者皆為山之手代表的高級住宅區。皇后美智子也是本地（東五反田五丁目）出身。

## 歷史
1932年（昭和7年）10月1日編入東京市。

### 地名由來
此地為五反田東部而得名。

## 交通

### 鐵路
- 五反田站（JR山手線、東急池上線、都營地下鐵淺草線）

### 巴士
- 都營巴士
  - 五反田站前停留所
  - 東五反田三丁目停留所

## 設施
東五反田一丁目
- 五反田站
- 電波新聞社
- 五反田有樂街
- 寶塔寺
- 雉子神社
- 幸福科學總合本部

東五反田二丁目
- Oval Court大崎
  - COMSYS Holdings本社
  - 神鋼建機本社
  - 神鋼起重機本社
- 富士通電子零件本社
- IMAGICA本店
- 品川區立日野學園

東五反田三丁目
- 清泉女子大學
- 住友不動產高輪公園塔

東五反田四丁目
- 東京醫療保健大學
- 相生坂

東五反田五丁目
- NTT東日本關東醫院
- 品川區立池田山公園

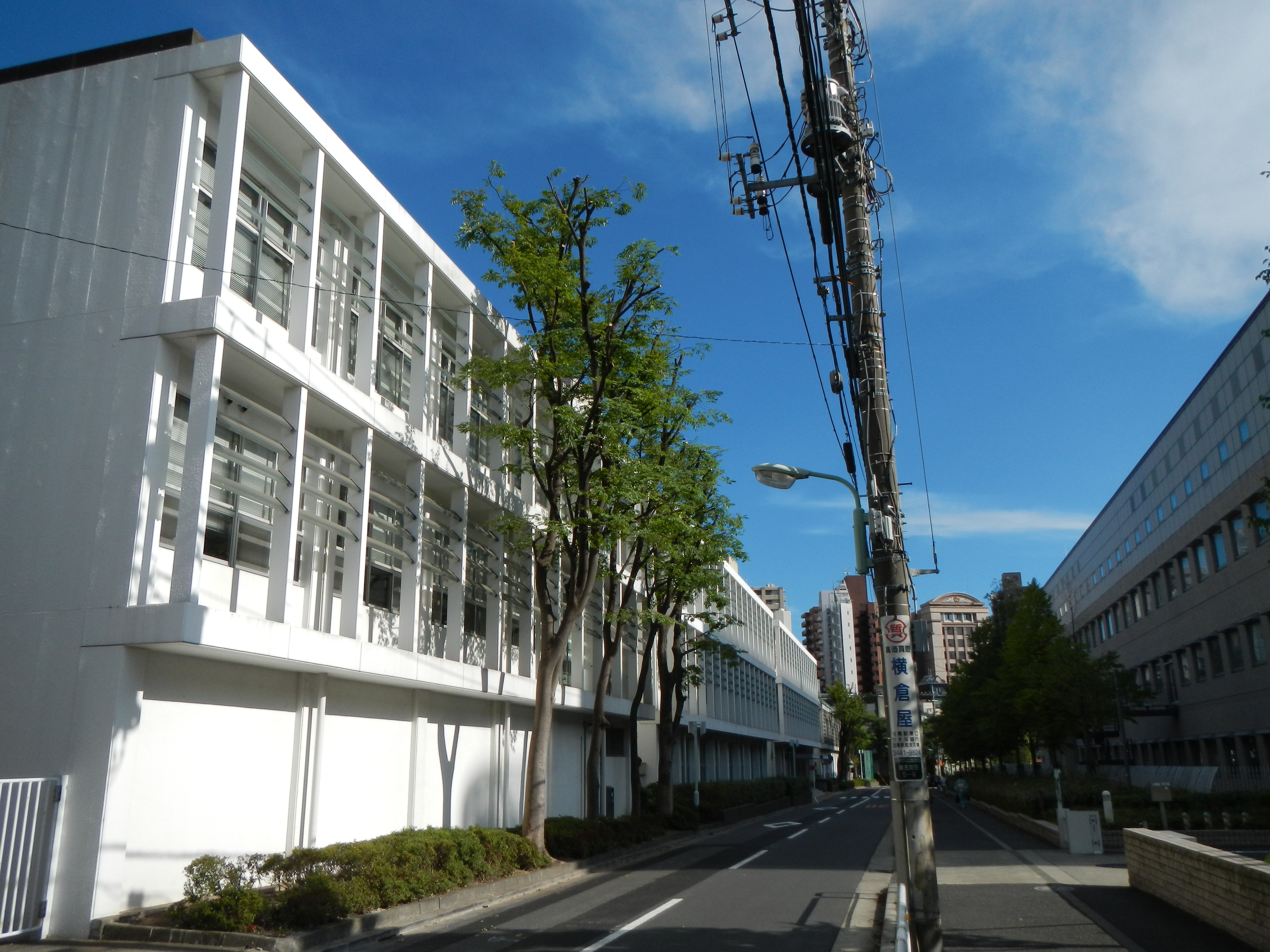
東京醫療保健大學（道路左側）與NTT東日本關東醫院（右側）

- 品川區立合歡木庭（前正田邸，皇后美智子舊家）
- 印尼駐日大使館
- 渡邊拳擊館
- 伊朗文化中心

## 圖片

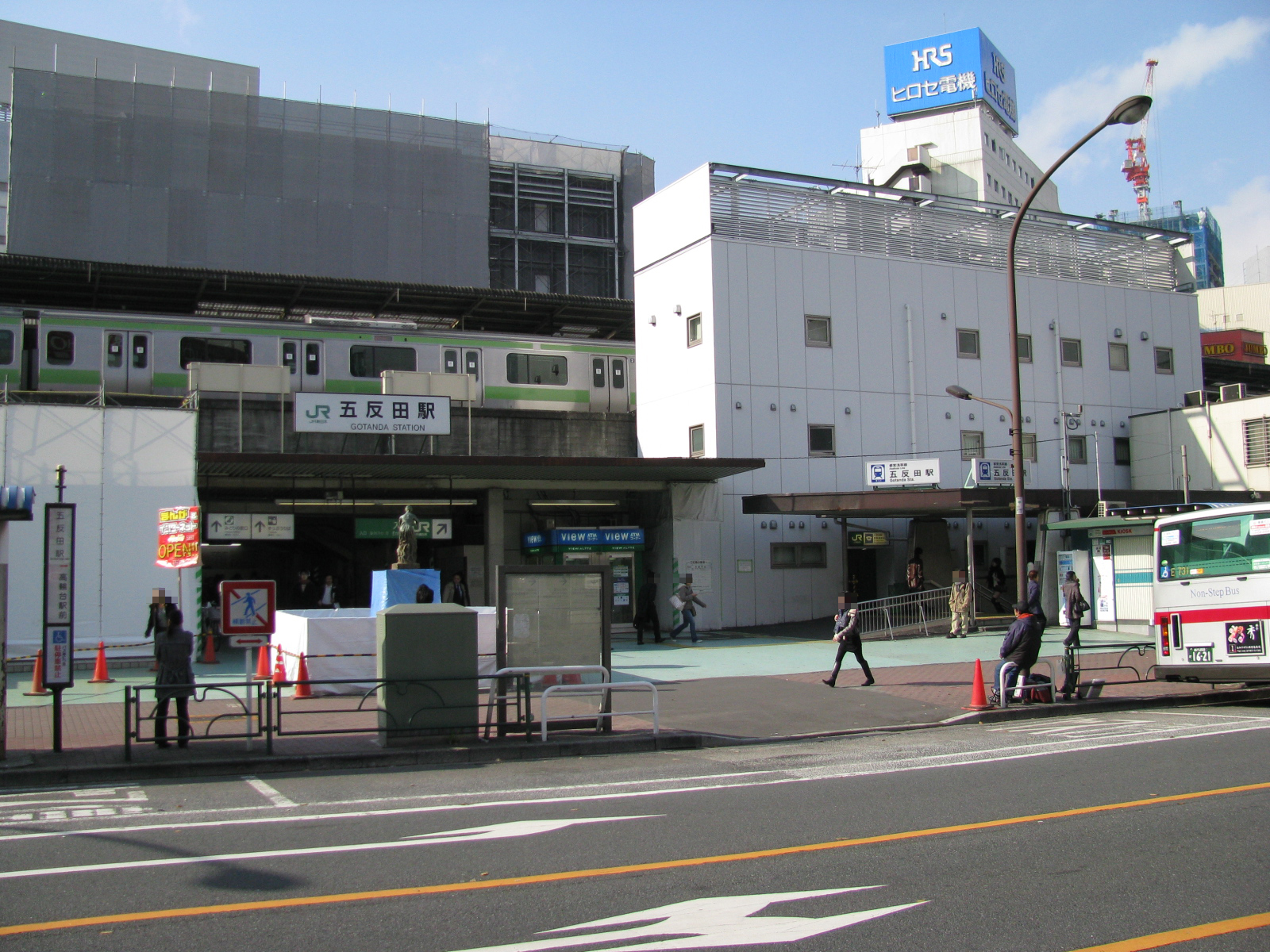
五反田站
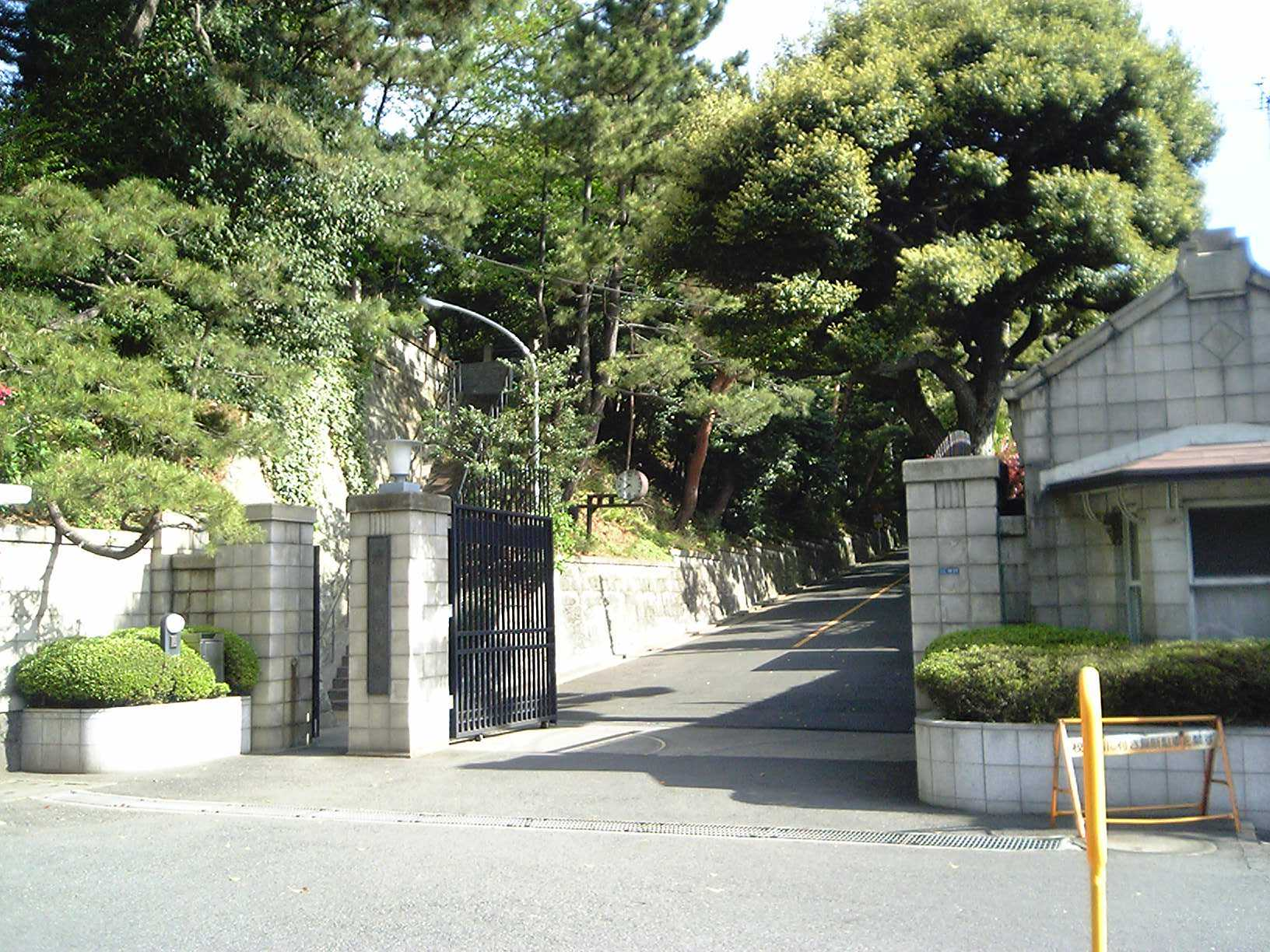
清泉女子大學
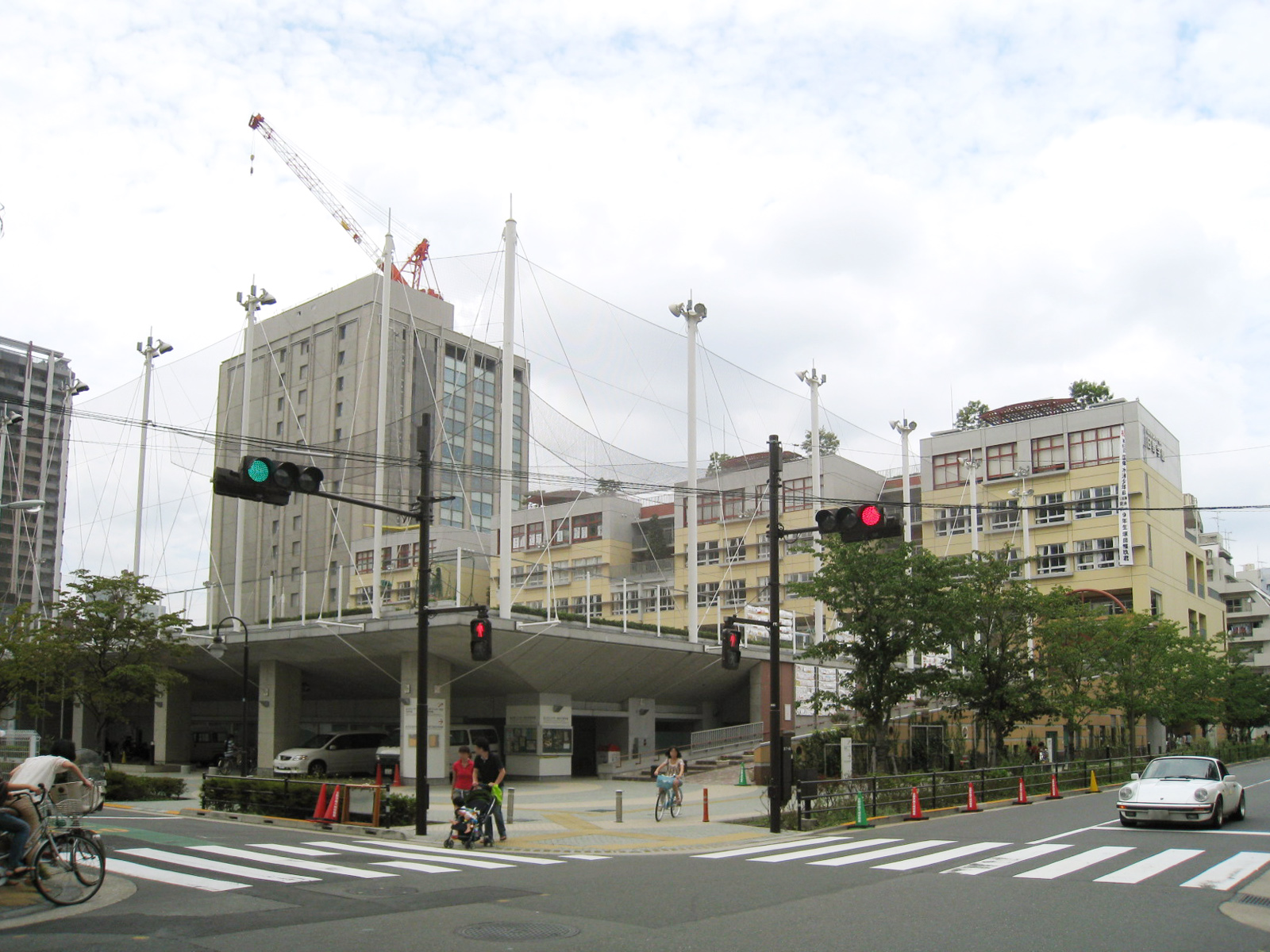
日野學園
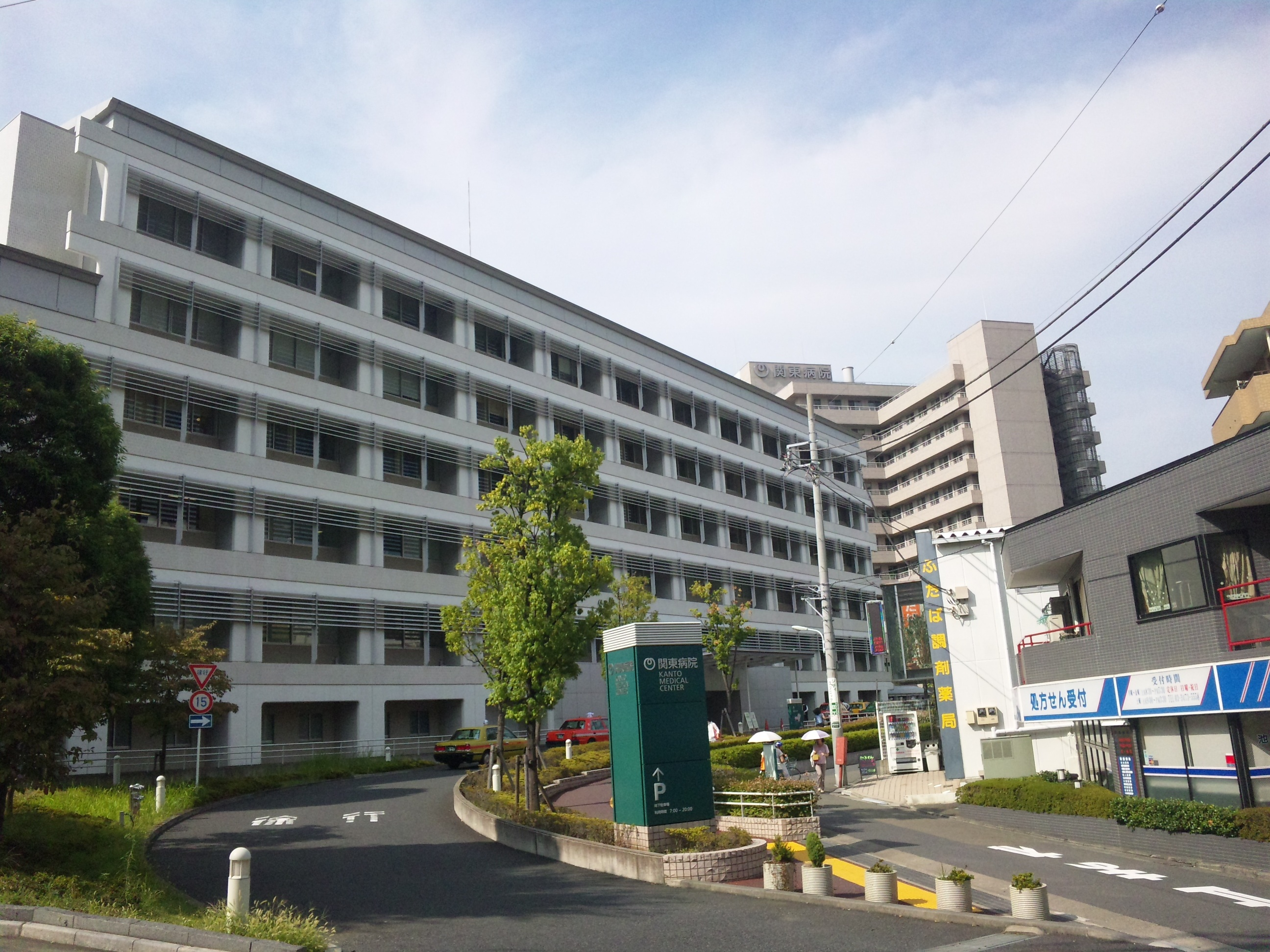
NTT東日本關東醫院

## 備註
1. ↑  .   [2013年8月7日]. （原始内容存档于2014年2月23日）.